# Canary Wharf (DLR)

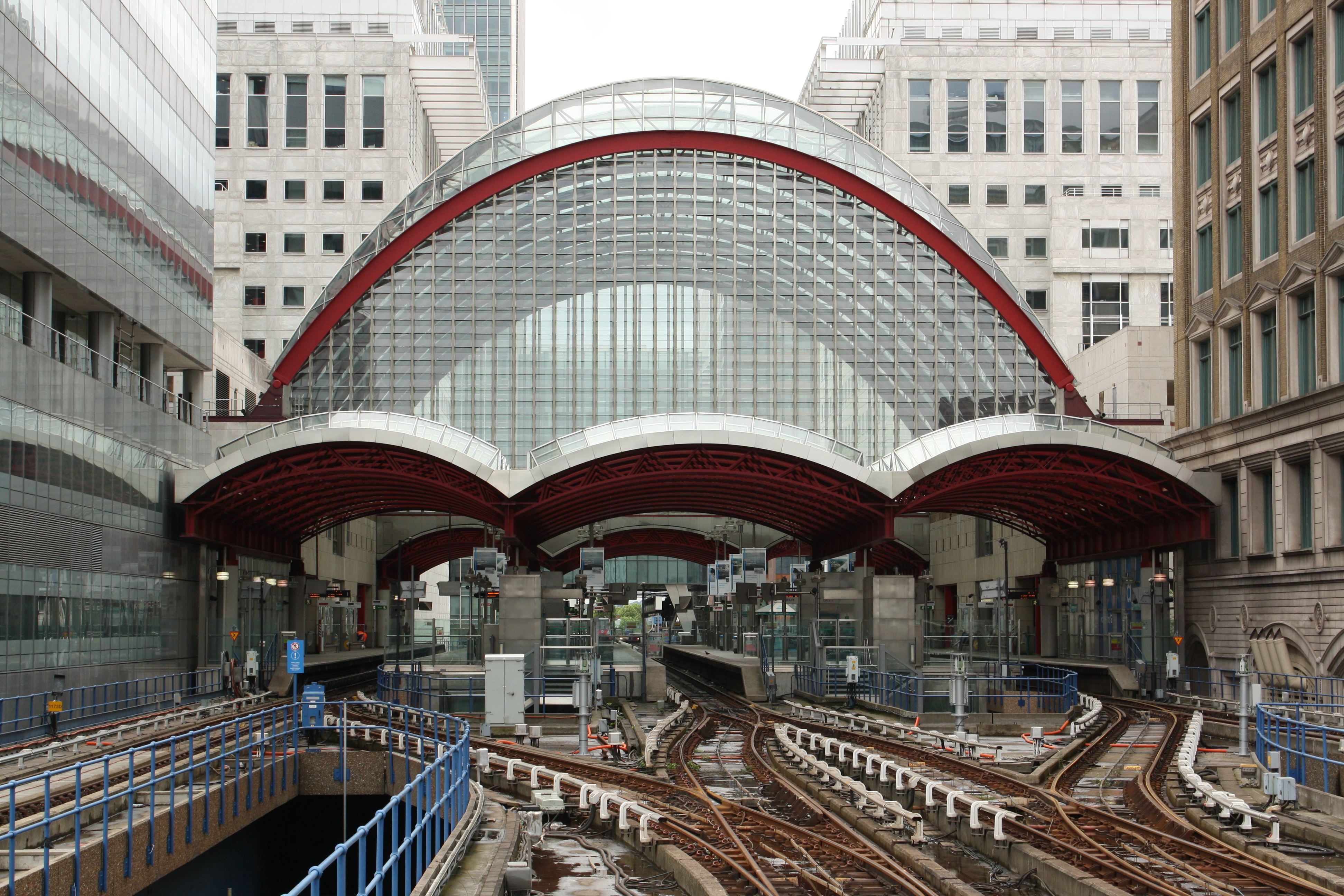
Station Canary Wharf von Norden (2012)

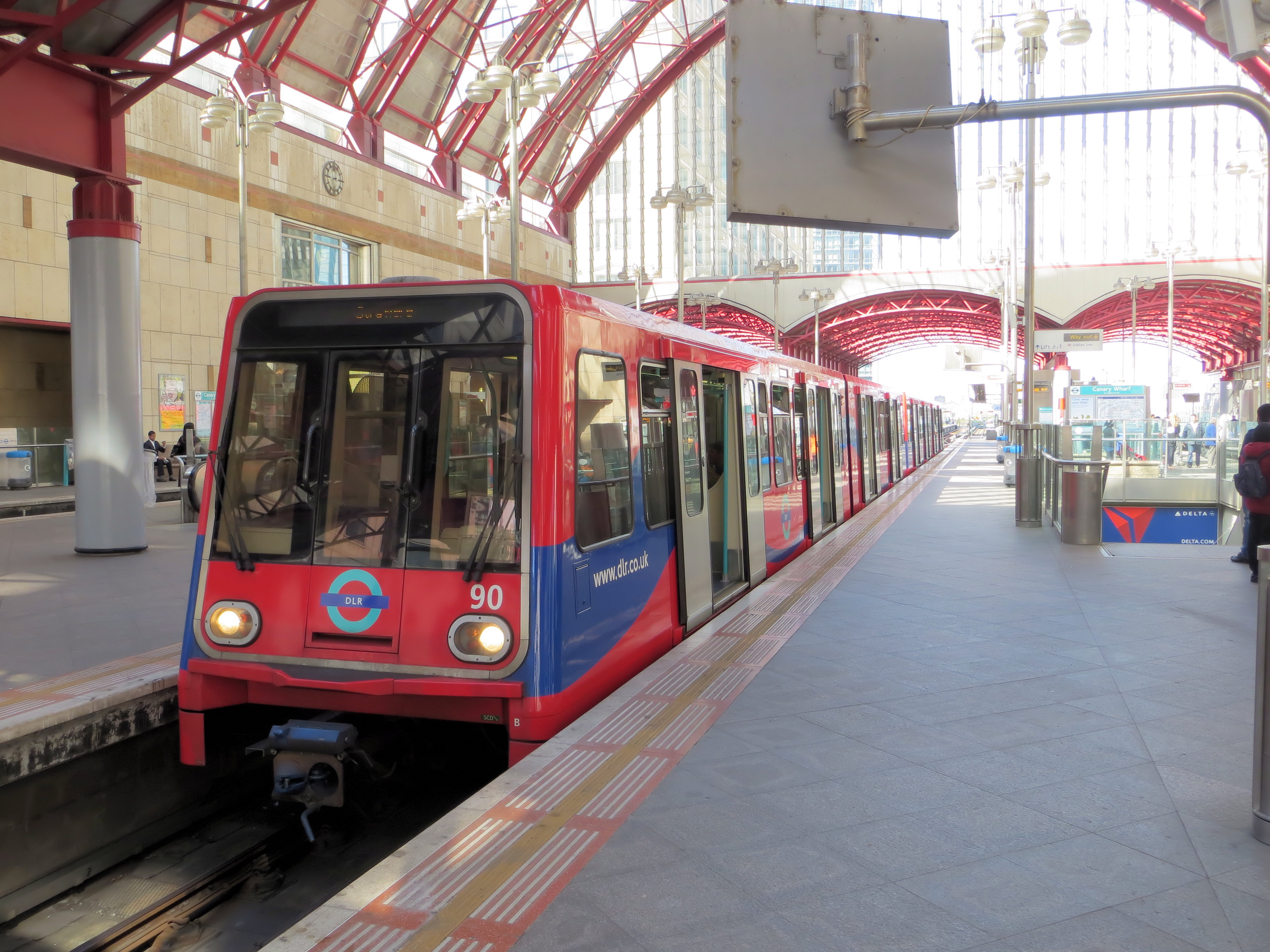
Ein Zug Richtung Stratford (2013)

Canary Wharf ist eine Station der Docklands Light Railway (DLR) im Londoner Stadtbezirk Tower Hamlets. Sie liegt in der Travelcard-Tarifzone 2 inmitten des ausgedehnten Geschäftsviertels Canary Wharf und ist die meistfrequentierte Station des gesamten DLR-Netzes.

## Anlage
Die Station liegt unmittelbar neben dem Gebäude One Canada Square, dem zweithöchsten Wolkenkratzer Großbritanniens, und ist in ein Einkaufszentrum integriert. Die Anlage umfasst drei Gleise und drei Bahnsteige, sodass das Ein- und Aussteigen bei Bedarf getrennt erfolgen kann (spanische Lösung). Darüber spannt sich ein elliptisches Glasdach.
West India Quay, die nächstgelegene Station im Norden, ist nur gerade 199 Meter entfernt – der kürzeste Stationsabstand eines Schienenverkehrsnetzes in ganz London. Auf dem Liniennetzplan ist eine Umsteigemöglichkeit zur gleichnamigen U-Bahn-Station der Jubilee Line vermerkt. Diese kann jedoch nur mit einem längeren Fußmarsch durch das Einkaufszentrum oder über die Straße erreicht werden. Tatsächlich liegt die DLR-Station Heron Quays etwas näher zur U-Bahn-Station.

## Geschichte
Zum ursprünglichen Projekt der DLR gehörte auch die Station Canary Wharf. Doch bei der Eröffnung des Grundnetzes im August 1987 blieb die im Rohbau vorhandene Station zunächst geschlossen. Sie bestand aus zwei kurzen Seitenbahnsteigen, ähnlich wie Heron Quays. Doch bald war den Verantwortlichen klar, dass die rasante, in diesem Ausmaß nicht vorhergesehene Entwicklung des Büroviertels Canary Wharf eine Nachfrage generieren würde, welche die Kapazität einer einfach gebauten Station bei weitem übersteigt. Knapp einen Monat vor der Betriebsaufnahme erhielt das Baukonsortium GEC-Mowlem den Auftrag, die Station durch die heute bestehende weitläufige Anlage zu ersetzen. Die Eröffnung erfolgte schließlich im November 1991.